# جردن گوتیرز
جردن گوتیرز (انگلیسی: Jordan Gutiérrez؛ زادهٔ ۸ ژوئیهٔ ۱۹۹۸) بازیکن فوتبال اهل اسپانیا است.
از باشگاه‌هایی که در آن بازی کرده‌است می‌توان به باشگاه فوتبال اسپانیول اشاره کرد.
وی همچنین در تیم‌های ملی فوتبال زیر ۱۹ سال اسپانیا، زیر ۲۰ سال اسپانیا، گینه استوایی، و گینه استوایی، بازی کرده‌است.